# Ouargui
Ouargui (en àrab واركي, Wārgī; en amazic ⵡⴰⵔⴳⵉ) és una comuna rural de la província d'El Kelâa des Sraghna, a la regió de Marràqueix-Safi, al Marroc. Segons el cens de 2014 tenia una població total de 10.384 persones.